# Della Jones
Pour les articles homonymes, voir Jones.
Della Jones, née le 13 avril 1946 à Tonna, est une mezzo-soprano galloise, bien connue pour ses interprétations d'œuvres de Haendel, Mozart, Rossini, Donizetti et Britten.

## Biographie
Della Jones est né à Tonna, près de Neath, au pays de Galles. Elle étudie au Royal College of Music, où elle remporte la bourse commémorative Kathleen Ferrier. Elle fait ses débuts professionnels à Genève, en 1970, dans le rôle de Fiodor dans Boris Godounov et Olga dans Eugène Onéguine.
En 1977, elle rejoint l'English National Opera, où elle a créé le rôle de Dolly dans Anna Karénine d'Iain Hamilton en 1981. En 1983 elle apparaît au Royal Opera House et commence à se produire hors du Royaume-Uni, notamment en France, en Italie et aux États-Unis.
Son répertoire va du baroque aux œuvres contemporaines, avec une spécialité dans les opéras du bel canto, notamment de Rossini. Dans le milieu des années 1970, débute une longue association avec le label Opera Rara, apparaissant dans de nombreuses œuvres depuis longtemps oubliées du bel canto, à la fois sur scène et par l'enregistrement. On peut l'entendre dans les enregistrements complets de Donizetti, Ugo, conte di Parigi, L'assedio di Calais, Maria Padilla ; dans Meyerbeer, Il crociato in Egitto, dans Rossini, Ricciardo e Zoraide ; ainsi que dans un album solo, intitulé Della Jones chante Donizetti. Dans tous ces disques on peut apprécier son impeccable technique colorature et fort sentiment pour les mots et la musique. 
Pour Chandos Records, elle a également fait des albums tels que les Grands airs d'opéra - Della Jones. 
Della Jones vit actuellement dans le sud-est de l'Angleterre.